# Baudin Peaks
Die Baudin Peaks sind eine Gruppe bis zu 750 m hoher Berge an der Fallières-Küste des Grahamlands auf der Antarktischen Halbinsel. Sie ragen im südöstlichen Winkel der Mikkelsen Bay unmittelbar südwestlich der Mündung des Clarke-Gletschers und 14,5 km ostnordöstlich des Kap Berteaux im Norden der Basis der Rasmussen-Halbinsel auf.
Das Gebiet um diese Gebirgsgruppe wurde 1909 bei der Fünften Französischen Antarktisexpedition (1908–1910) unter der Leitung des Polarforschers Jean-Baptiste Charcot erstmals gesichtet und grob kartiert. Charcot benannte ein Objekt in der Umgebung als Cap Pierre Baudin. Teilnehmer der British Graham Land Expedition (1934–1937) nahmen 1936 eine grobe Kartierung dieser Berge vor. Eine neuerliche Kartierung erfolgte zwischen 1948 und 1949 durch den Falkland Islands Dependencies Survey, der Charcots Objekt dieser Gebirgsgruppe zuwies. Namensgeber ist Pierre Baudin, damaliger Hafeningenieur im heutigen Recife, welcher Charcots Forschungsreise 1910 bei der Rückfahrt nach Frankreich behilflich war.